# Культура Моче

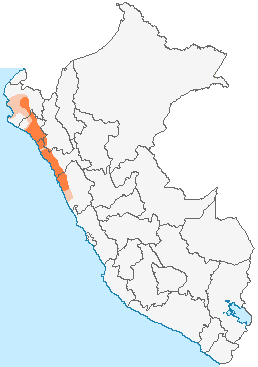
Поширення культури Моче на мапі Перу

Моче, Мочика або прото-Чиму — доколумбова культура в Південній Америці, що існувала з 1 до 8 століття на узбережжі Перу. Як і у культури Чиму, спадкоємиці Моче, її центр розташовувався в районі міста Трухільйо. Південніше Моче жили носії культури Наска.

## Історія

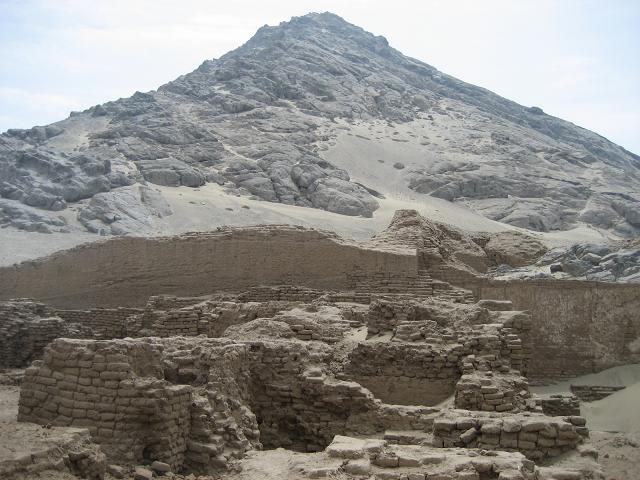
Піраміда Місяця

Моче населяли одинадцять долин з 24 узбережними річковими оазами, відокремлені одна від одної пустелями в посушливій прибережній смузі північного Перу. У зрошених долинах утворилися незалежні міста з власними правителями і священиками. Спочатку войовничі моче, що мешкали в долині маловодної річки Моче, поширили свій вплив на долину річки Чикама, а вже потім, спираючись на ресурси одразу двох долин, почергово розгромили усіх сусідів і встановили свій контроль над північноперуанським узбережжям від узгір'я Сієрра-Бланко, в районі річки Пакасмайо на півночі, до річки Непенья на півдні. Під владою моче опинилася територія в 20 тис. км2, де проживали на той час 250—300 тис. осіб. Центром новоутвореної держави, володіння якої простяглися з півночі на південь на 1500 км, стало місто Моче. Потужними міськими центрами стали також сусідні з Моче поселення Галіндо, Уанкако (долина р. Віру), Пампа-де-Лос-Інкас (долина річки Санте) та Паньямарка (долина річки Непенья).
В подальшому постійно вели війни із сусідніми племенами. Як стверджують палеокліматологи, протягом 650—800 роках унаслідок масштабної посухи на півночі Перу в регіоні суттєво зменшилися ресурси родючих ґрунтів. У цей же період сталося кілька сильних і доволі руйнівних землетрусів. У результаті моче змушені були покинути колишню столицю і перенести свій політико-релігійний центр значно далі на північ, до Пампа-Гранде.
Тиск, що його здійснювали на моче з півдня представники цивілізації Уарі, змусив володарів Моче приступити до створення стратегічних запасів для можливого ведення виснажливої війни з добре організованим та озброєним ворогом. Крах держави Моче датують кінцем VIII ст.

## Населення
Люди невисокі на зріст, але кремезні, з видовженими головами. Чоловіки племені мали звичку носити довгі, хоча й не дуже густі бороди. Існував принцип етнічної сегрегації, в параметрах якого моче чітко ділили усіх людей на «своїх» (кольяна), «чужих» (кайяо) та нащадків від змішаних шлюбів — пайян.

## Політично-соціальний устрій
Попервах племена моче очолювали вожді-жерці. Згодом влада перейшла до військових вождім. Зрештою об'єднану державу очолював верховний вождь кіч (сі-кіч), який мав насамперед військову владу. Мали статус та виконували функції панівного прошарку суспільства (знаті) алаек (на кшталт губернаторів — можливо, нащадки колишніх самостійних вождів) — намісники чотирьох окремих долин, з яких складалася поліетнічна іригаційна спільнота Моче.
Далі йшли чі-кіч — «царські службовці»: цей статус мали чиновники, виробничі майстри, наглядачі, військовики, жерці (останні прикрашали свій одяг лисячими головами, оскільки лисиця вважалась у мочика символом святості й мудрості) тощо.
Наступний стан складали прості виробники й слуги. Внизу суспільної піраміди стояли раби (насамперед, із числа військовополонених).
Суспільство Моче носило суто патріархальний характер. Становище жінок було менше вартісним (окрім жриць) — мали виконувати домашню роботу (переносити вантажі, готувати їжу, ткати, доглядати дітей тощо) і догоджати своїм чоловікам.

## Право
Стабільність у суспільстві підтримувалася жорстокими законами: за дрібні правопорушення винному відрубували руку чи ногу, могли відрізати ніс чи губи, виколоти очі або навіть каструвати, за серйозні проступки забивали до смерті камінням. Усі ці покарання для більшого виховного ефекту завжди проводилися публічно.

## Військова справа
Військо моче складалося з загартованих вояків. Захистом слугували конічні шоломи (переважно у знаті) та невеличкі квадратні чи овальні щити. Вояки були озброєні булавами, сокирами, пращами, дротиками зі списокидалками та списами з мідними наконечниками.
В моче існував аналог «квіткових воєн», що розглядалися місцевим населенням як своєрідний тип людських жертвопринесень на користь божеств. У них брали участь мешканці сусідніх населених пунктів із числа місцевої еліти, оскільки простолюдини мали в цей час працювати на полях. Ставши навпроти один одного, дві такі армії завзято закидали супротивника камінням із пращ, після чого атакували супротивників урукопаш, чим більше в таких боях-змаганнях бувало убитих, поранених і покалічених, тим воно вважалося богоугоднішим. Як морально-матеріальну винагороду переможці цих сутичок отримували майно полонених, захоплених у процесі ритуального зіткнення.

## Економіка

### Землеробство
Регулярні річкові повені дали змогу спорудили розгалужену мережу іригаційних каналів з площею зрошуваних полів близько 11500 км2. Основною ресурсною базою них іригаційних комплексів були місцеві річки — Ламбаєке, Санья, Лече, Мотупе й Хекетепеке. Моче створили мережу широких магістральних каналів (їхні ширина й глибина сягали кількох метрів) та акведуків (найбільший з них у районі м. Аскона має 1400 м завдовжки і до 15 м заввишки). Поля розбивали на невеличкі ділянки — по 20 м2 — з чітко визначеним водозабезпеченням
Землю удобрювали за допомогою гуано, вирощуючи кукурудзу, квасолю, картоплю, батат, арахіс, перець, гарбуз, солодку юку (маніок), бавовник, камоте, чиримою, гуанабано, гуаву, лукуму, папаю.

### Інші види господарства
Було розвинено тваринництво і птахівництво (лами, собаки, качки і навіть морські свинки, м'ясо яких моче уживали в їжу). Різноманітність у харчовий раціон привносили рибальство (молюски, краби і риба, насамперед анчоуси), звіробійний промисел, зокрема, морських левів й тюленів, збиральництво (дари моря і навіть пташині яйця) та полювання.

### Транспорт
Моче прокладали чудові дороги завширшки чітко 9,8 м, споруджували надійні мости й акведуки зввишки до 15 м. Простолюдини й раби ходили шляхами пішки, а знатних моче переносили у спеціальних паланкінах носії.

### Ремесла
У Моче були високо розвинені ремесла, одним з яких була обробка металів. Крім золота і срібла, вони вміли обробляти мідь. Їм були відомі способи виготовлення різних мідних сплавів, зокрема тумбага. Вони володіли технікою нанесення золота на мідні поверхні. В цілому, за технологіями культура Моче може бути порівняна з культурами мідної і бронзової доби в Європі та на Близькому Сході. Навчилися виплавляти з поверхових мідних руд (азуриту й малахіту) не тільки чисту мідь, прообраз майбутньої бронзи, додаючи для міцності у мідь миш'як. З такого мідно-миш'якового сплаву виготовлялися спеціальні долота (іноді з орнаментованим руків'ям) — один із перших в Америці досвідів використання металів не лише для задоволення культово-естетичних потреб, а й для виготовлення утилітарно-господарських знарядь праці.
Високорозвинутим ремеслом було і виробництво кераміки, що відрізнялася особливо наближеними до реальних форм виробами. Примітно, що вельми часто зустрічаються посудини у формі еротичних фігур, безліч питань викликає частота зображення гетеросексуального анального сексу. Для прикрашання керамічних виробів використовувалися фарби синього, чорного, червоного, коричневого, сірого, жовтого та білого кольорів 12-ти відтінків. На глиняних виробах доволі реалістично (до портретної схожості обличчя) зображені селяни й рибалки, лікарі й хворі, вояки і бранці (в момент, коли їм відрубують голови спеціальними ритуальними ножами), науковці й ткачі, музики й раби, жінки, зайняті хатнім господарством, чоловіки, які п'ють маїсове пиво (чичу) або роблять собі обрізання, навіть сексуальні сцени. Містить кераміка й усілякі картинки, що стосуються побутового життя: від зображень богів і об'єктів полювання, рибальства та збиральництва (олені, ропухи, мавпи, ягуари, пуми, риби, сови та інші птахи) — до культивованих ними рослин (різноманітні фрукти й овочі), човнів і будинків.
Моче виготовляли вишукані тканини з вовни й головним чином, з бавовнику.

## Культура

### Писемність
У Моче не було власної писемності, проте піктографічні зображення, що збереглися, дозволяють відновити картину їх цивілізації.

### Архітектура
Виділяються, насамперед, масивні будівлі потужної столиці Моче (площа пам'ятки близько 60 га), руїни якої і досі зберігаються неподалік сучасного перуанського міста Трухільйо (нижня течія річки Моче).
Моче залишили після себе Піраміду Сонця (Huaca del Sol) і Піраміду Місяця (Huaca de la Luna), найбільші споруди, зведені в стародавній Південній Америці.
Піраміда Сонця була присвячена Аї-Апеку. Мала заввишки 48 м. Являє собою п'ять терасових уступів з масивною нижньою платформою розміром 250×140 м. За підрахунками науковців, для спорудження цього сонячного храму було витрачено 130—140 млн алобів (цеглин стандартної форми, виготовлених із висушеної глини та різаної соломи — своєрідної глинобитної цегли-сирцю). За свідченнями хроніста А. де ла Каланчі, у спорудженні піраміди брали участь 200 тис. індіанців. Проте за часів конкісти іспанці довідалися, що Сонцю моче жертвували золото, і це вирішило долю знаменитої піраміди. Іспанці, якими керував інженер-конкістадор Монтальва, за допомогою штучної греблі змінили у 1602 році русло річки Моче. Спрямувавши її води на піраміду, вони змили в такий спосіб 3/4 цього храмового комплексу, завдяки чому добре розжилися на золото.
Піраміда Місяця складалася із 14 млн адобів (заввишки 21 м), за розмірами значно поступалася Піраміді Сонця, проте мала шеститерасну форму. Рештки ритуальних споруд збереглися і в інших місцях колишньої держави Моче. Серед них — 57 пірамід релігійного комплексу Пакатнаму (в районі річки Хекетепекі), 20-метрова шестиступінчаста піраміда в долині річки Непенья.
Усі ці споруди моче вкривали пишними поліхромними розписами, які зображували призначених для жертвопринесення бранців, зв'язаних живими зміями, «бунт
речей проти людей», з якими предмети-повстанці чомусь розпочали справжню війну.
В новій столиці — на території сучасної Пампа-Гранде — моче звели Велику Піраміду (Уака-Форталес), що являла собою своєрідний «дитинець» Пампа-Гранде, причому збудований у надзвичайно короткі строки. Загальна висота цієї піраміди — 54 м, параметри нижньої платформи — 270×185 м, однак найдивовижнішою є верхня платформа піраміди з гладенькими, майже прямовисними обривистими стінами 15-метрової висоти та просторими із багатим начинням житловими приміщеннями на її вершині. Знизу до верхніх приміщень вів лише один вузький пандус (круті суцільні сходи), чудово пристосований для оборони від можливого нападу знизу.

### Скульптура
Досягли вражаючих висот у мистецтві портретної скульптури. Їхні портрети відтворюють не лише достовірний образ людини, а й подають психологічну характеристику об'єкта.

### Живопис
Відомий завдяки розпису на посудинах і стінах храмів, а також зображенням на інших матеріалах. За реалізмом виконання, різноманітністю сюжетів і за кількістю зразків (натепер відомо про понад 100 тис. посудин) вазовий живопис моче дорівнюється живопису Стародавньої Греції. Значна частина присвячена батальним сценам, володарям. Лише з V ст. ця тематика — зникає.
Неабиякий розвиток живопису серед представників культури Моче був підтверджений за результатами розкопок, які в останні роки були проведені на архітектурному комплексі Паньямарка, побудованому між 550—800 роками н. е., в долині річки Непенья. Археологами було виявлено стіни, що були прикрашені фресками, на яких зображені дволикі фігури, одна з яких тримає віяло та кубок, а інша віяло та посох. На інших фресках зображені переважно окремі фігури, та є одна, на якій зображено групу людей, які стоять поруч з антропоморфною змією. «Паньямарка була місцем чудових мистецьких інновацій і креативності, де художники розвивали свої знання мистецьких канонів у творчий і змістовний спосіб, оскільки жителі Непеньї закріплювали своє становище в далекому південному світі Моче», — повідомила Ліза Тревер з Колумбійського університету.

### Одяг
Усі державні люди носили тюрбани з пташиного пір'я, сандалі зі шкіри морського лева, міні-спідниці, золоті й мідні брязкальця (у формі півмісяця), плащі з пишними манжетами й наплічниками та геометричним орнаментом, своєрідним для кожного роду алаек та для кожного рангу чі-кіча. Особливою пишністю та розмаїттям вирізнялися головні убори можновладців. Свої ноги від ступнів до колін вони фарбували у чорний колір.
Рядові мешканці ходили простоволосими, без зачіскових надмірностей. Одягалися доволі скромно: носили просту сорочку-накидку на кшталт сучасних пончо, без будь-якої орнаментації. Довга проста сорочка або спідниця, невибаглива зачіска у дві заплетені коси — оце й усе, чим задовольнялися жінки, незалежно від статусу їхніх чоловіків.
Раби мали ходити абсолютно голими, з показово непричесаним, середньої довжини волоссям.

### Вірування. Жертвоприношення
Вшановували ягуарів (явний спадок чавінських часів), проте більшість своїх богів вони вже шукали на небі або серед собі подібних. Серед них — обожнений верховний володар кіч, Сонце (йому жертвували золоті прикраси), Місяць (його дари — срібні), умовно верховний бог-творець Аї-Апек, що зображувався у вигляді людинопуми або людиноягуара, яка сидить на троні чи вершині піраміди, а з її голови виходять промені. Шанували деяких тварин зокрема, сокола, морського орла, собаку, двоголових змій, котрі вважалися посланцями Аї-Апека. Решта богів і божеств утворювала розвинений ієрархічний пантеон.
При розкопках було підтверджено, що у Моче існували криваві ритуали. Після вивчення багатьох скелетів, учені прийшли до висновку, що вони були принесені в жертву богам, мабуть, у проханнях дощу, які в цьому регіоні украй рідкісні. Також є докази, що в культурі Моче високі позиції займали жінки-жриці. Наприклад, на збережених зображеннях, чаші з кров'ю жертв правителеві подають саме вони. Питання, ким були жертви, є предметом суперечок серед учених. За однією версією, вони були представниками знаті, що програли в ритуальних поєдинках, за іншою — полоненими в озброєних конфліктах з сусідніми племенами і державами. Існує теорія, що занепад культури Моче був викликаний саме релігійною запеклістю. Моче вкладали дуже багато зусиль і ресурсів в свої ритуали і приносили в жертву, як правило, молодих і продуктивних членів суспільства. Жертвуючи своєю молоддю, моче самі позбавляли себе майбутнього.

## Археологічні знахідки

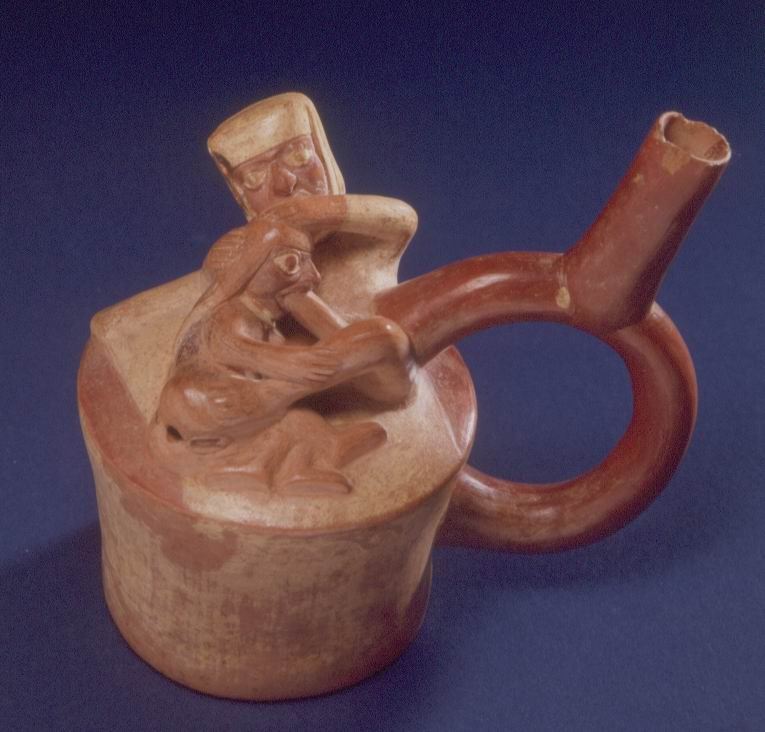
Посудина із зображенням орального сексу

У 1983 році, під час розкопок було виявлено унікальний храм «шамана» (іспанською ель-брухо) — прихований поховальний комплекс, прикрашений фризами, що зображують ряди зв'язаних бранців. Усередині храмової гробниці (можливо, вона належала комусь із мочицьких кічив) знайдено солідний поховальний інвентар і безліч людських кісток.
У лютому 1987 року, в селищі Уака-Рахада було виявлено поховання, що добре збереглося і було не розграбованим. У ньому покоївся Правитель Сіпану, який жив в 3 столітті, а також його челядь. Сам Правитель був похований разом зі своїми наложницями та іншими підданими, принесеними в жертву після його смерті. У правій руці він тримав золотий скіпетр, а на саркофазі біля його ніг були зображені переможені полеглі вороги. Прикраси на голові і у вухах служили видними атрибутами його влади.
У липні 2024 року на місці поселення культури Моче в Паньямарці археологи розкопали тронну залу жінки  – ймовірно, жриці чи королеви. Зала оточена стінами і колонами та прикрашена чотирма детальними фресками на стінах і колонах та на внутрішніх поверхнях трону, які зображують сцени за участю жінки, яка сидить на троні, тримає скіпетр, піднімає кубок, вітає гостей. Фрески включають сцену майстерні жінок, що прядуть і тчуть, а також процесію чоловіків, що несуть текстиль і корону жінки-лідера. На думку археологів, тронна зала пов’язана з Богинею півмісяця і може свідчити доказом того, що Паньямаркою у VII столітті справді правила жінка. Окрім цього дослідники знайшли другу залу в іншій частині пам'ятки, яка містить фрески із зображенням переплетених змій, антропоморфної зброї та сцени переслідування монстра людиною, .

## Зникнення культури Моче
Виявлені прямі археологічні знахідки культури Моче обриваються на VII столітті. За деякими припущеннями, декілька явищ Ель-Ніньйо впродовж 30 років привели до дуже сильних дощів і руйнування іригаційної інфраструктури. Після цього мала місце тривала посуха, яка примусила моче покинути великі міста і переселитися в більш маленькі селища в глибині континенту. Не виключено, що в цю епоху справа дійшла до громадянської війни за продовольчі і водні ресурси, що залишилися. Війни і голод призвели до зникнення культури.
У той же час, останні дослідження суперечать попереднім припущенням про занепад культури Моче у VII столітті. Вона не зникла внаслідок зовнішньої експансії з боку великої імперії Уарі з південних гірських районів Перу чи в результаті кліматичних катаклізмів, а з часом трансформувалась та еволюціонувала в результаті взаємодії з різними народами. Зокрема у вересні 2024 року були проведені спектроскопічні дослідження та радіовуглецеве датування фрагментів тексилю з поховань південної тераси у храмі Уака-дель-Соль в місцевості Уакас-де-Моче. Проаналізувавши техніку виробництва та стилі текстилю, дослідники визначили, що більшість із досліджених тканин виготовлено у X столітті за технологією Моче, хоча вони й зазнали деякого впливу інших культур, особливо культури Уарі. Це свідчить про те, що ідентичність Моче зберігалася до кінця X століття, .

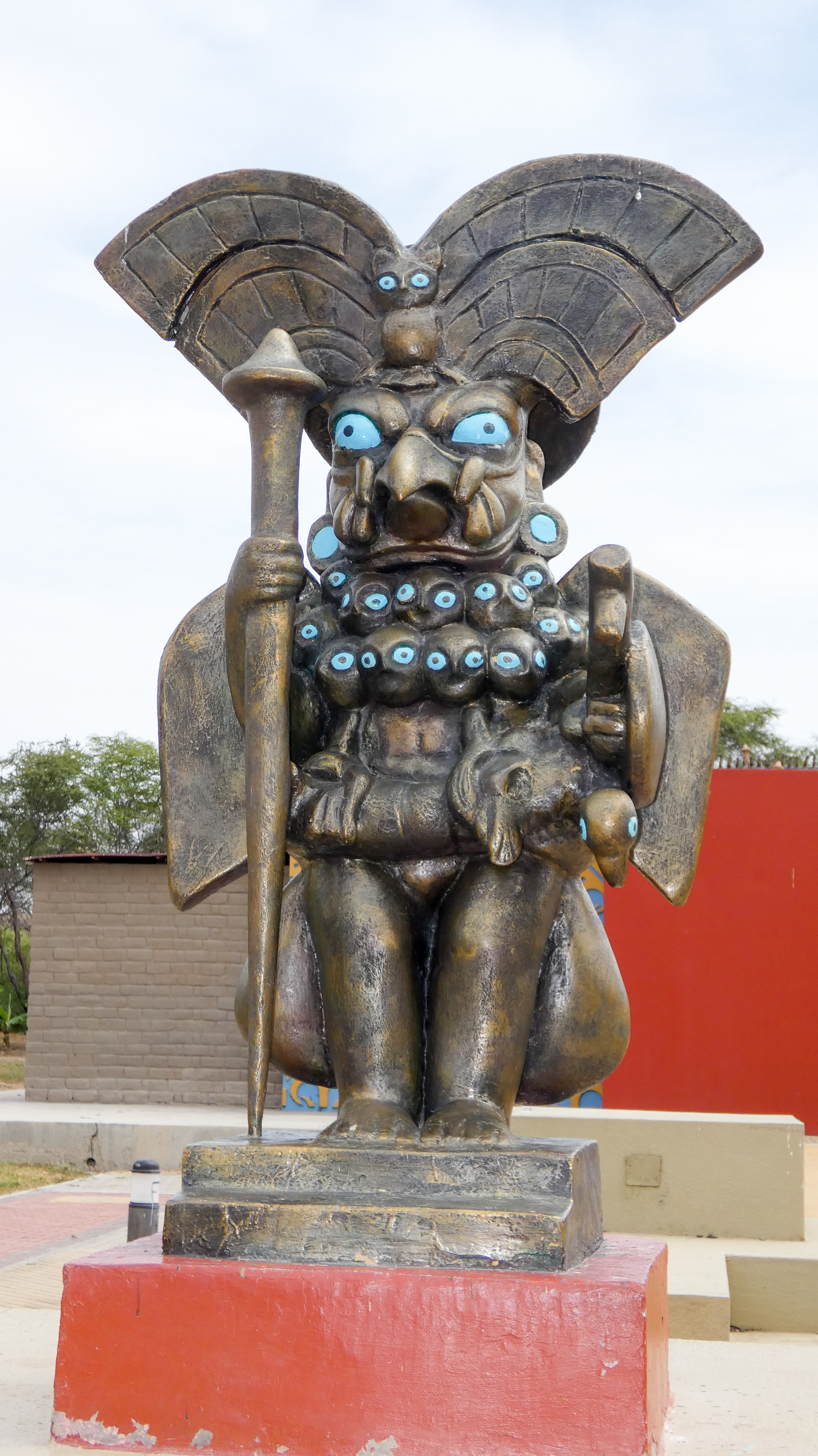
Бог Аі
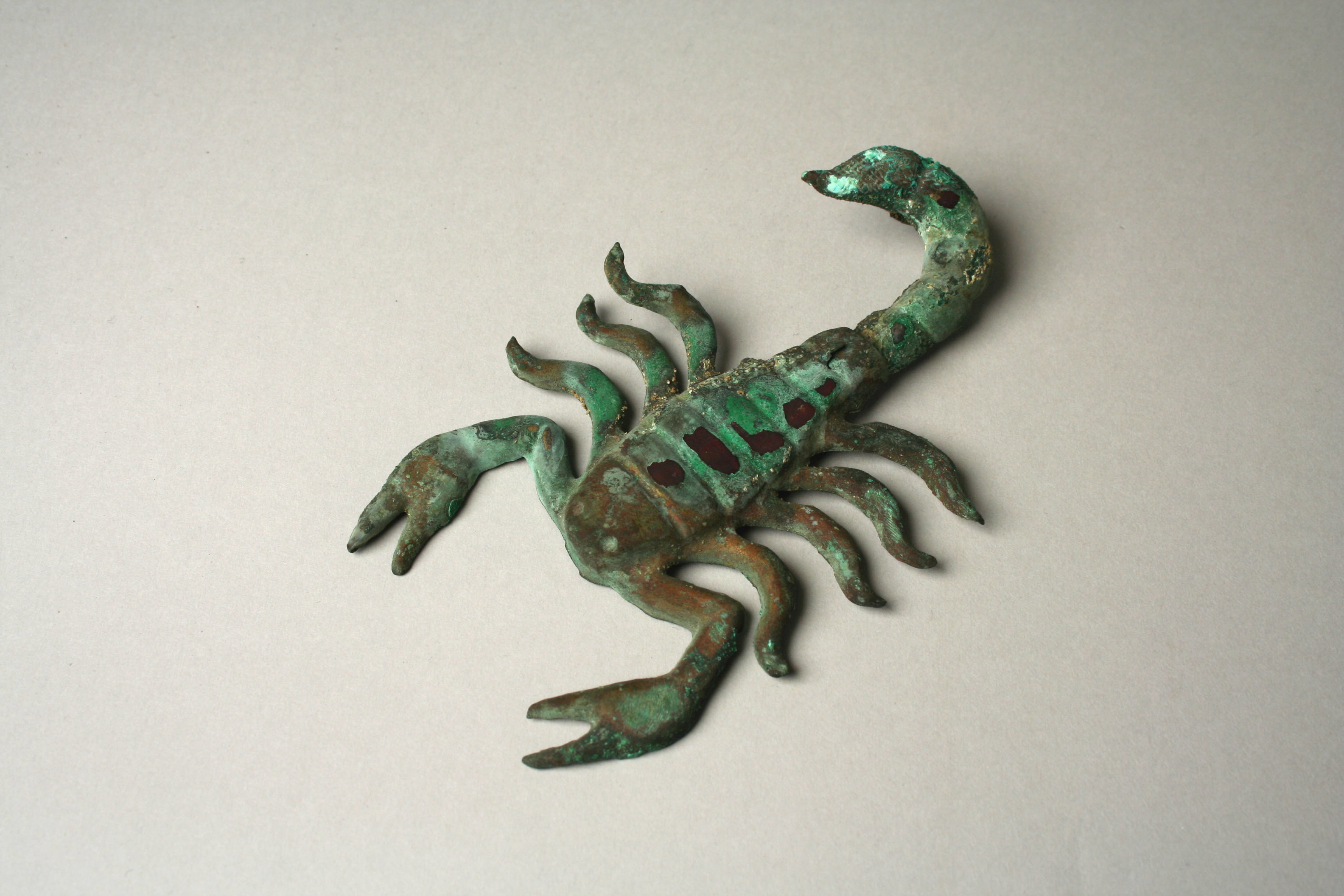
Скорпіон, 390-450 роки н.е.
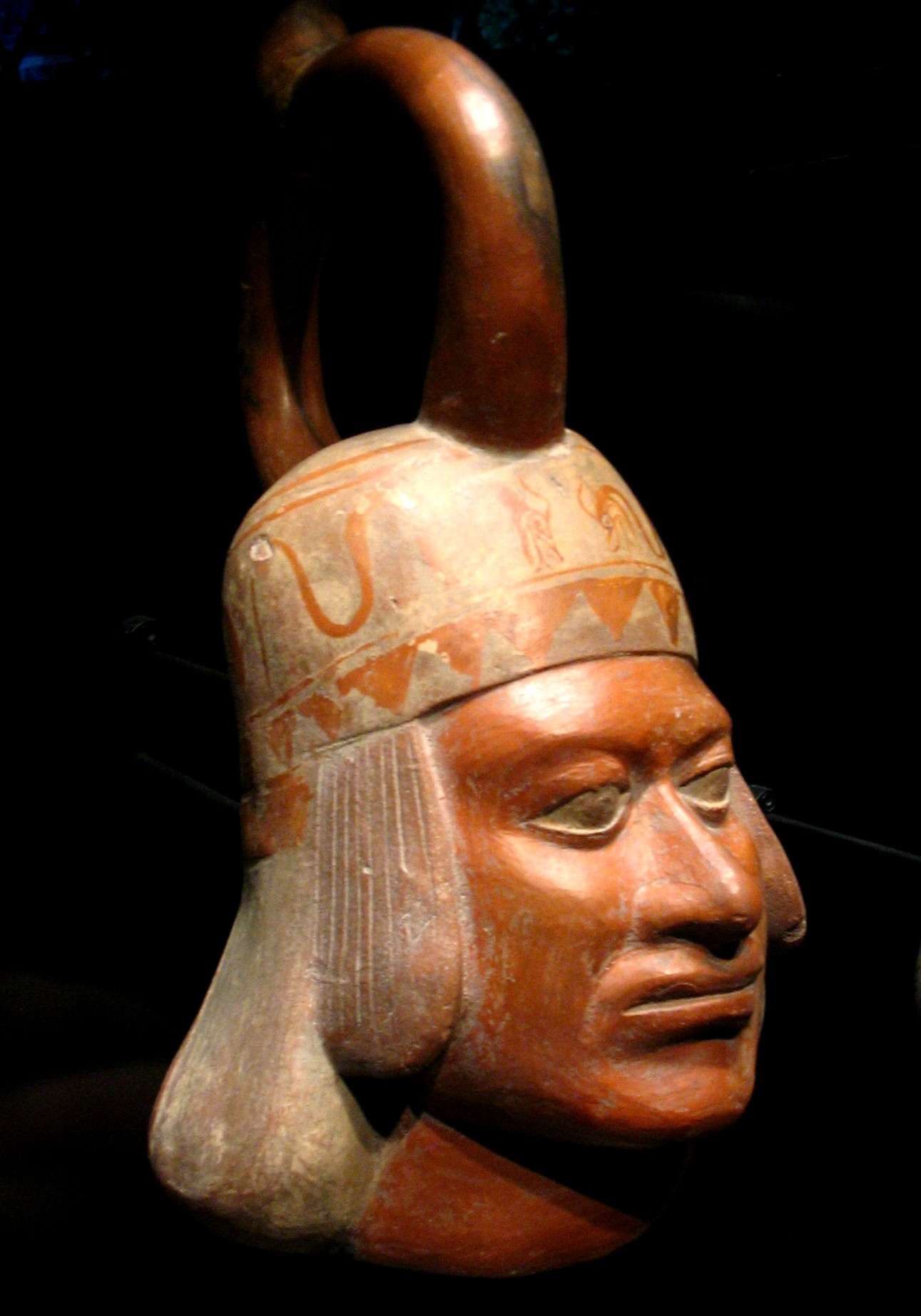
Музей у Парижі
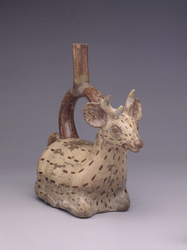
Олень
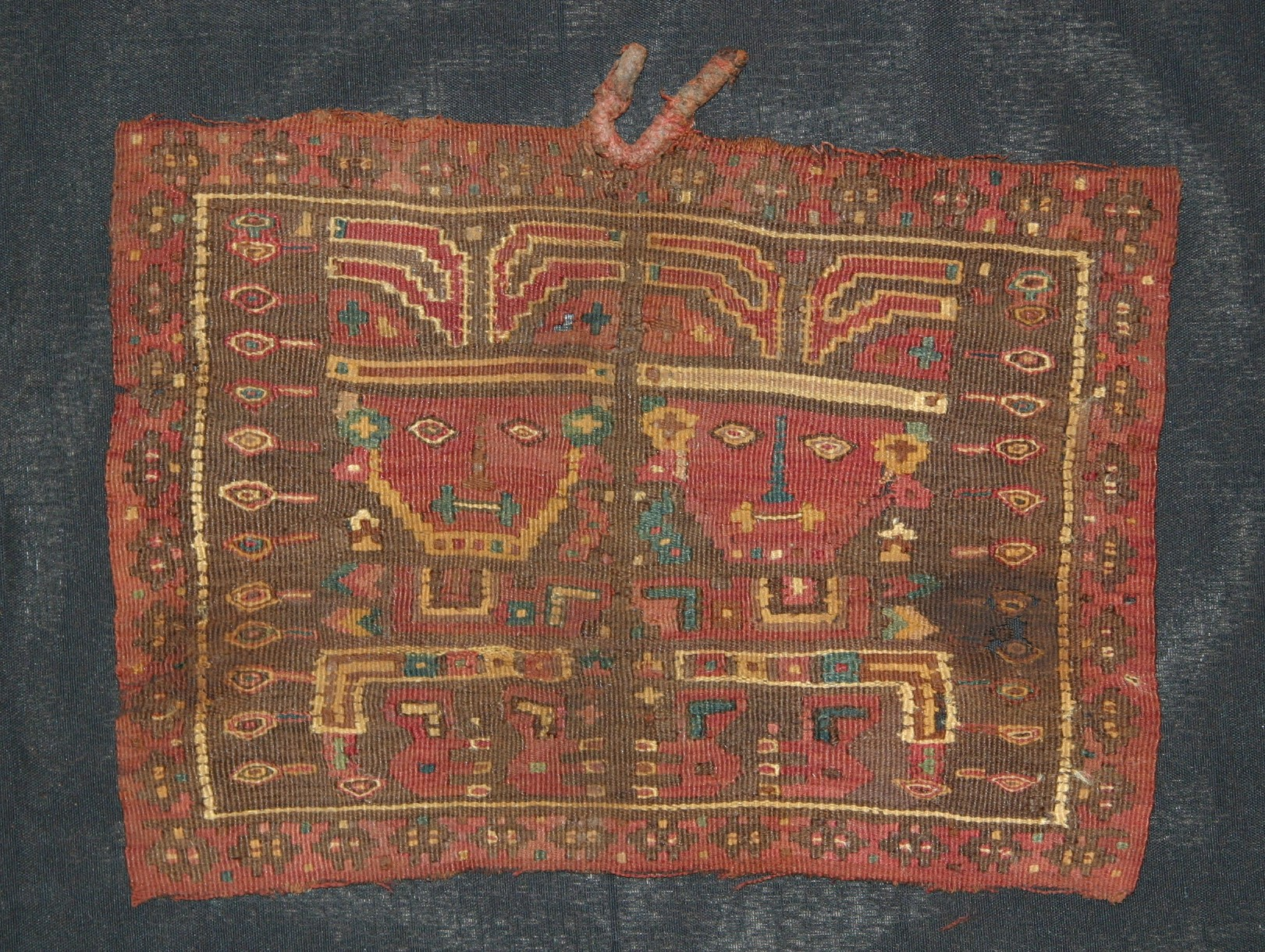
Гобелен вовняний (600-900 роки до н.е.
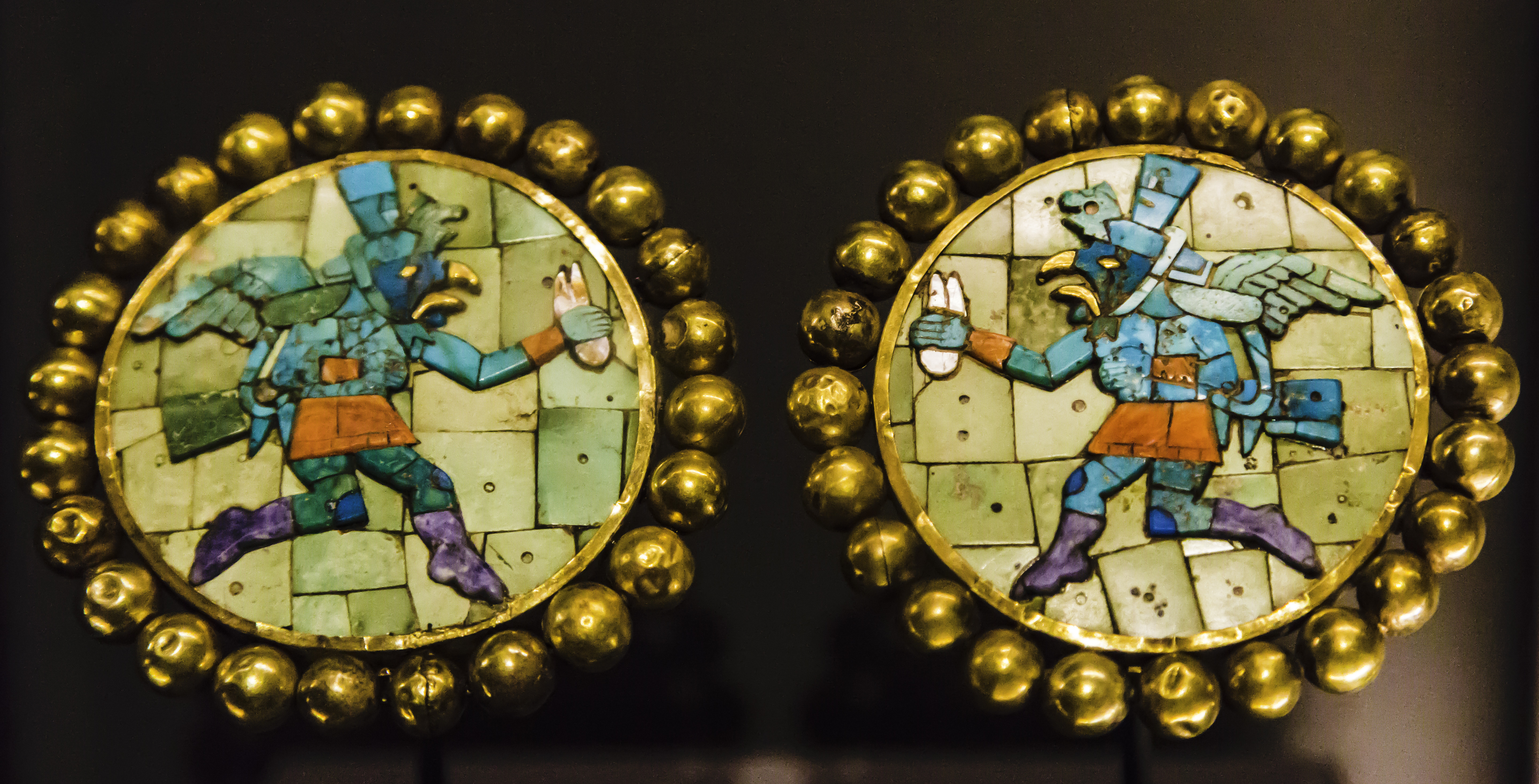
Золоті вироби
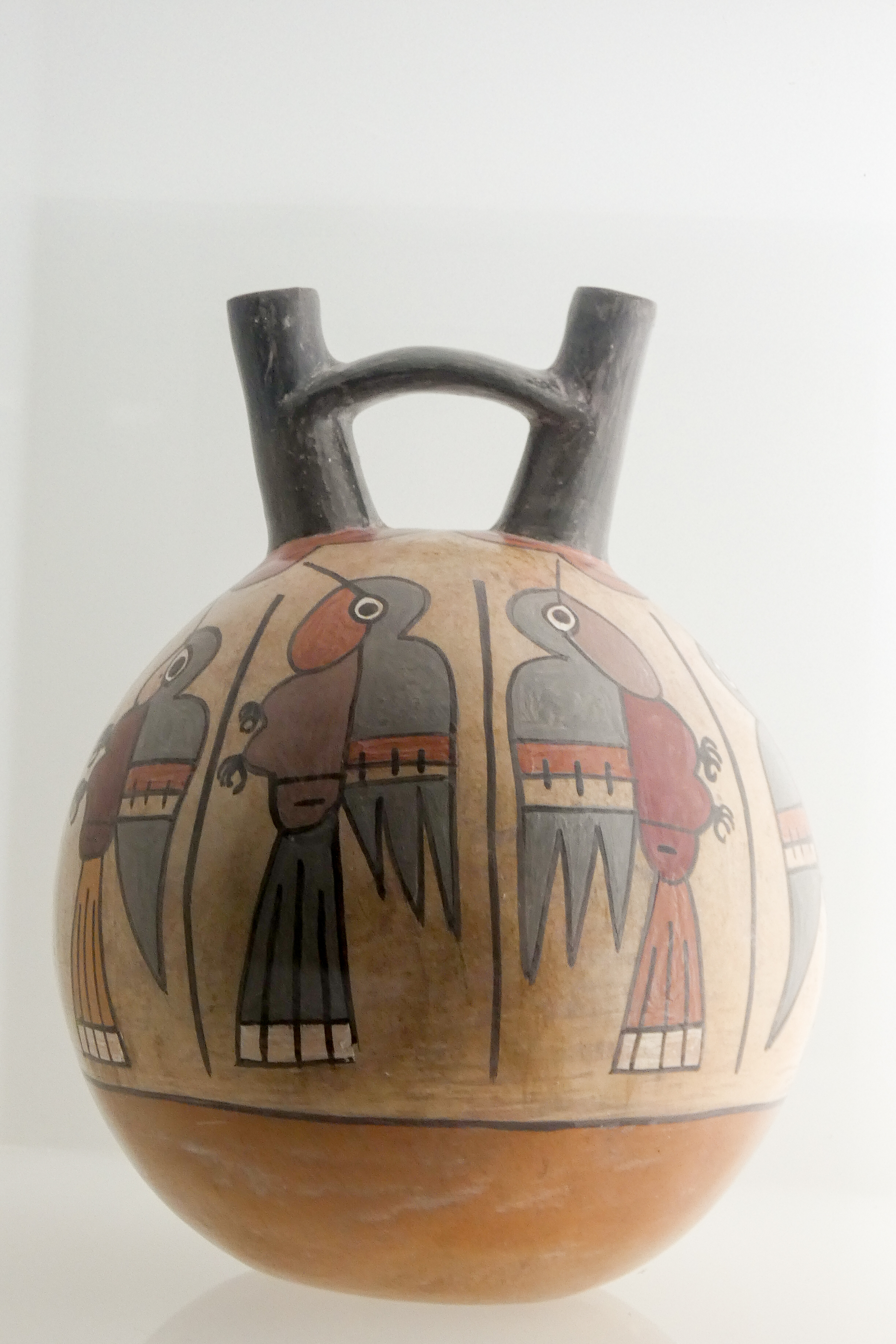
Ваза із двома горловинами
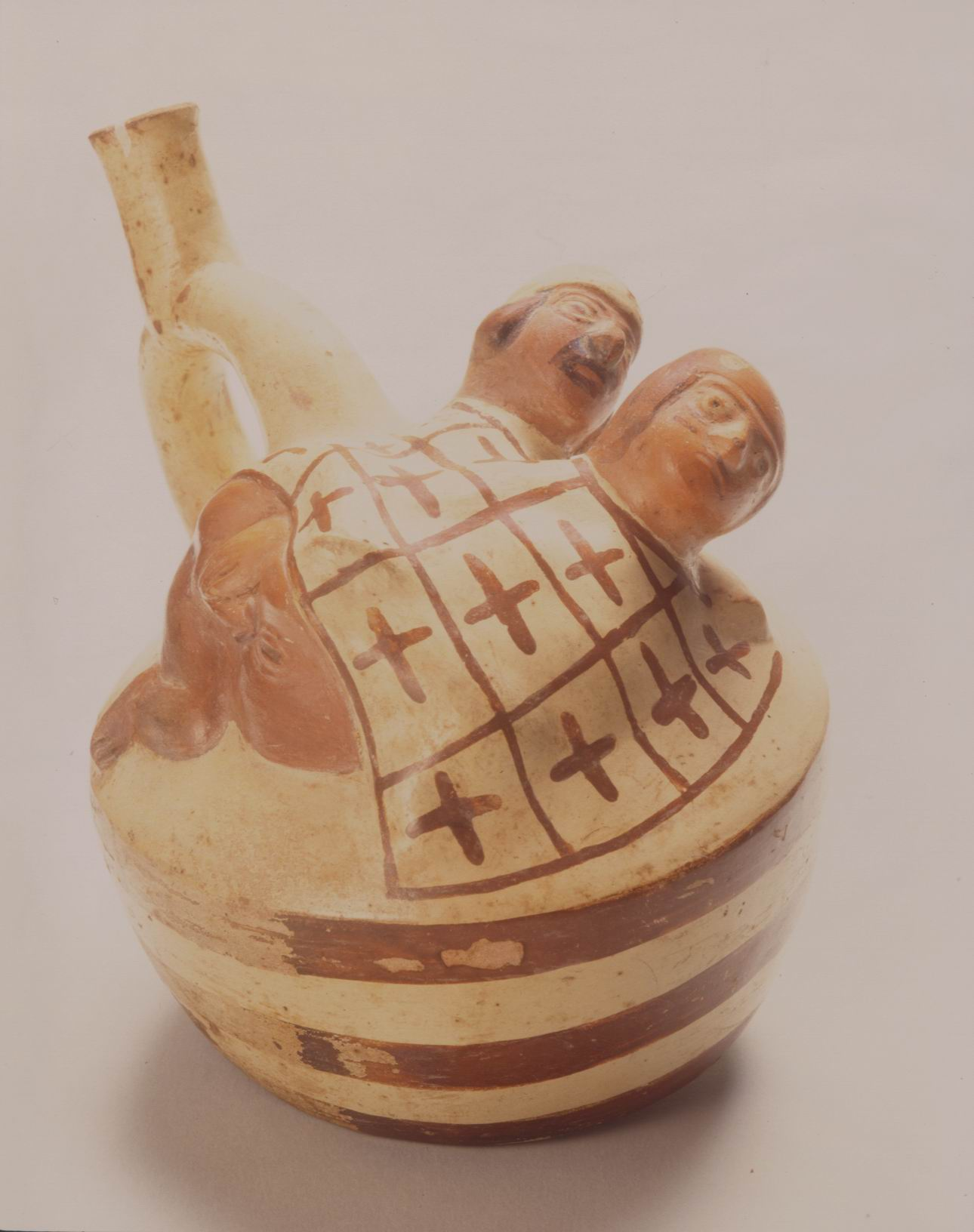
Кераміка
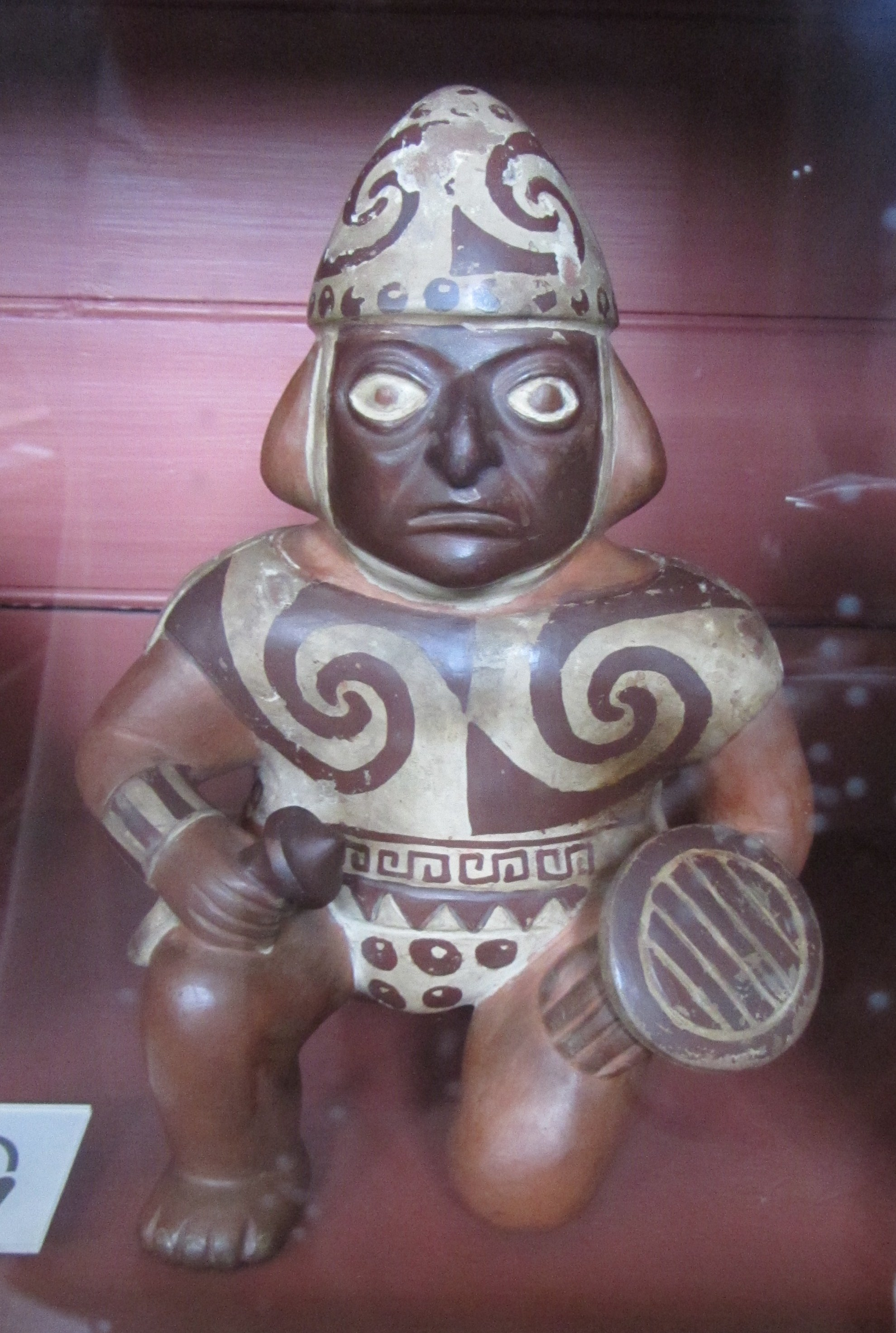
Воїн
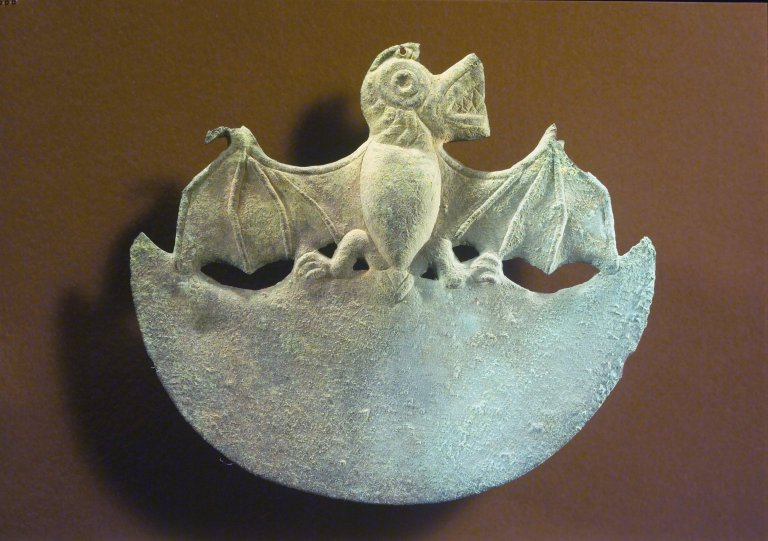
Орнамент, музей у Брукліні
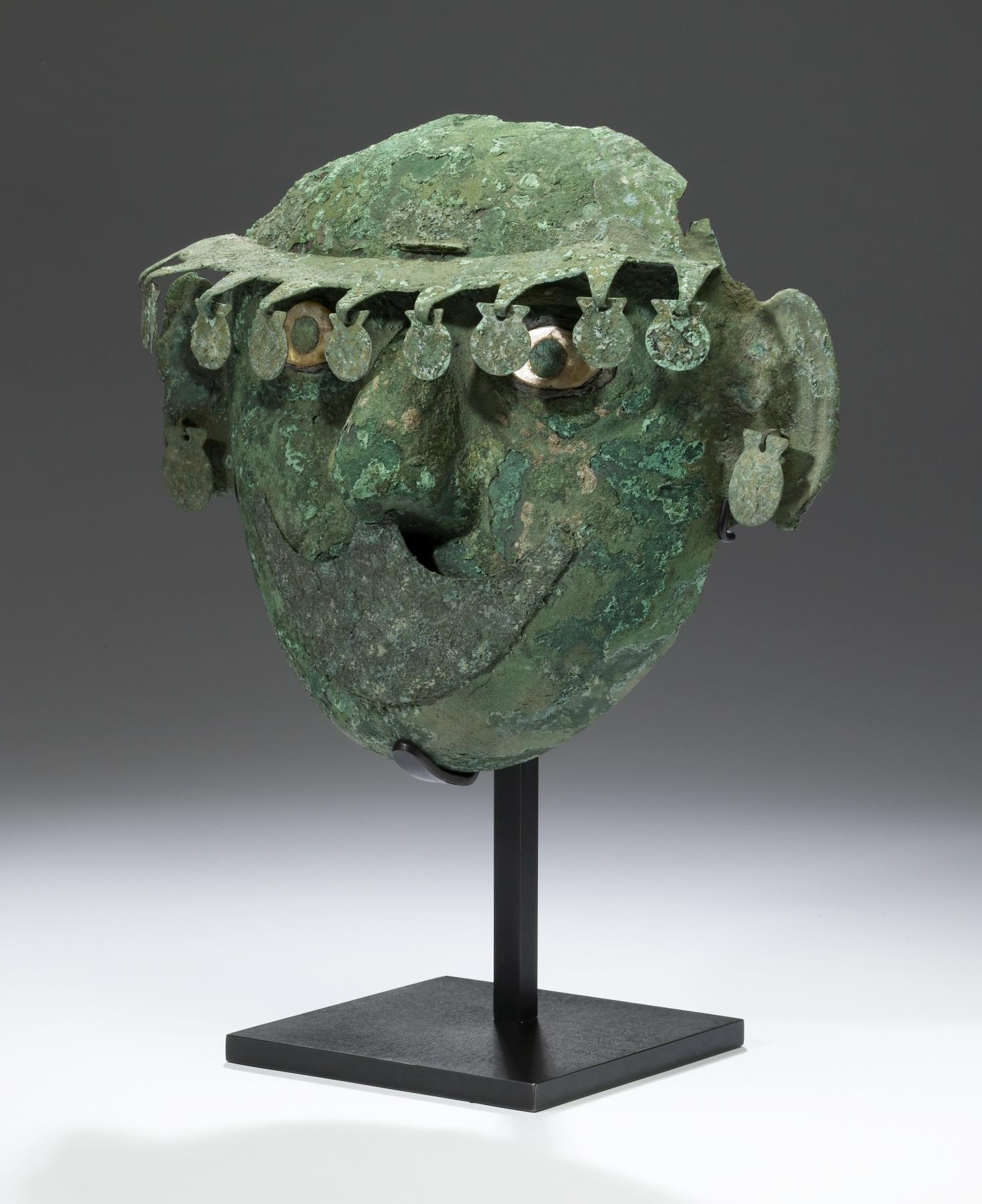
Мачкара з міді
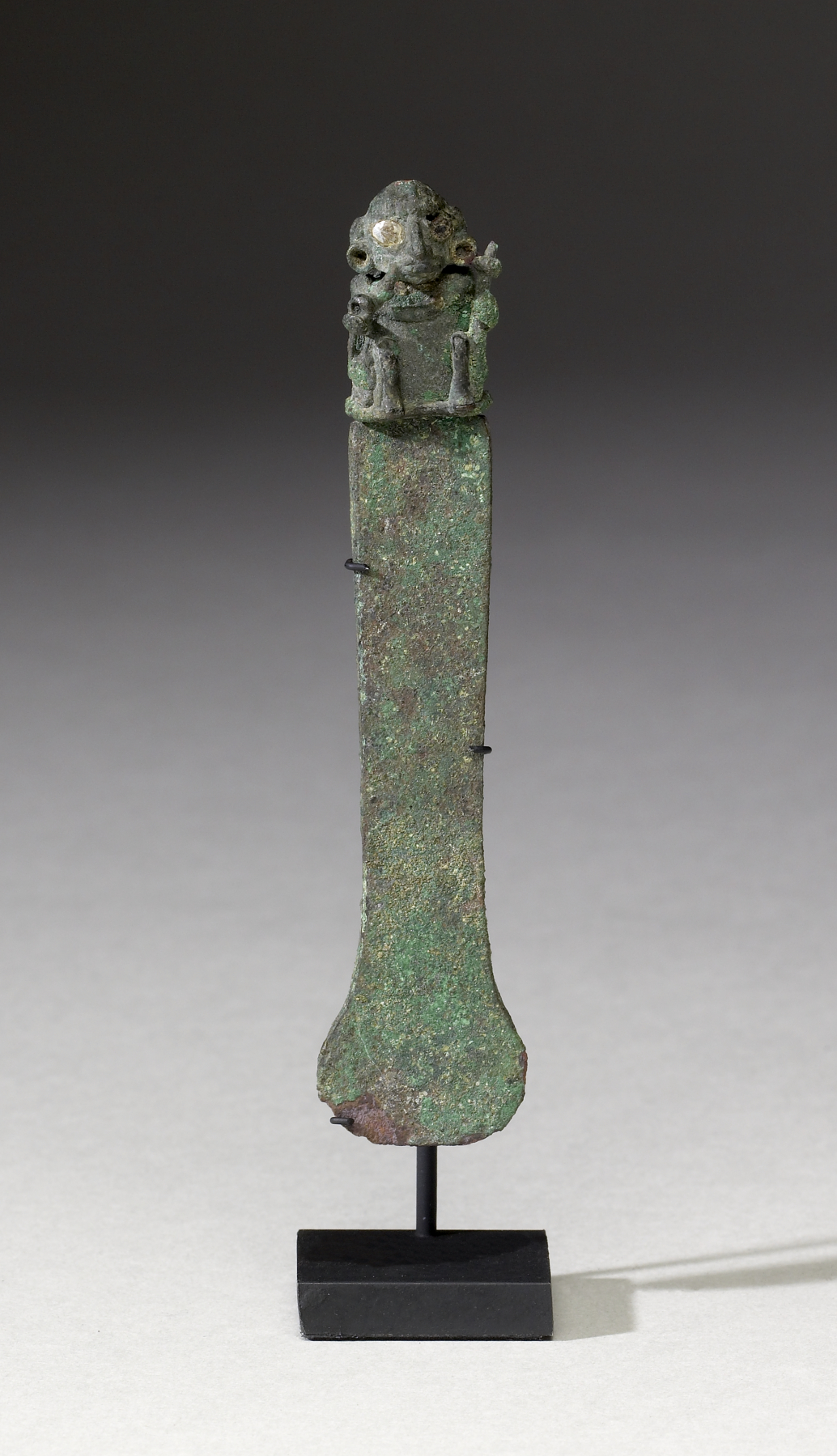
Мідний ніж, 50-800 роки н.е.
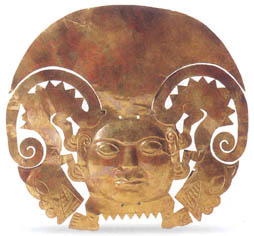
Головний убір з котячим орнаментом, 400 роки н.е.
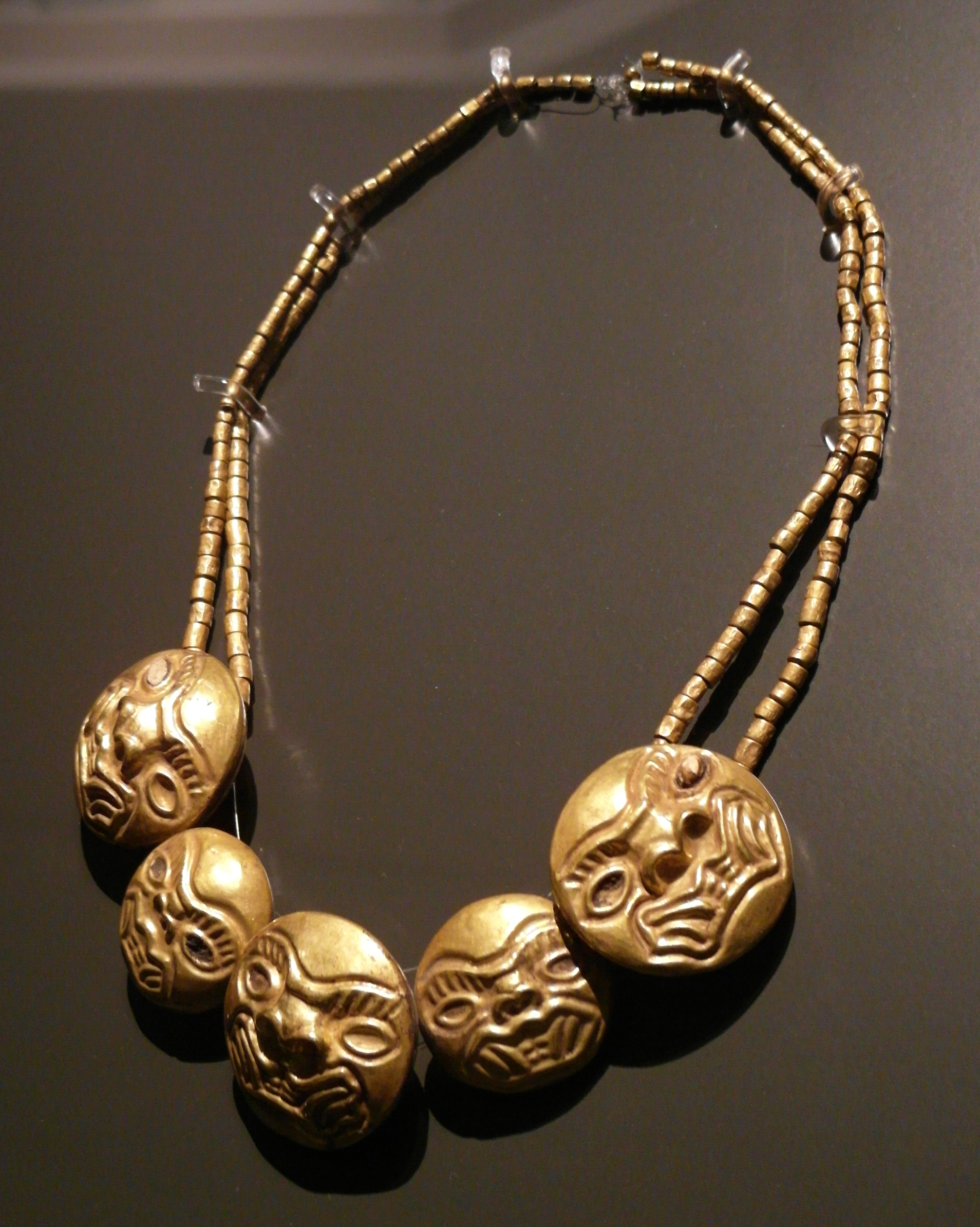
Золоте намисто
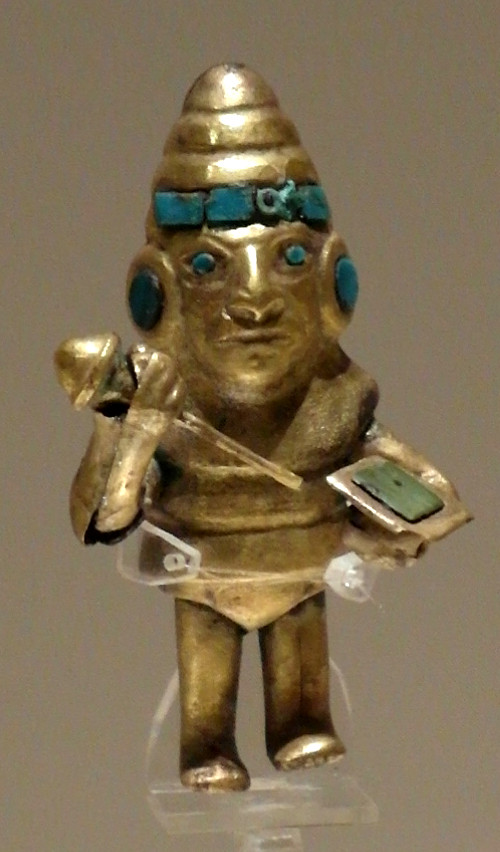
Золотий свисток, 1–800 роки н.е.
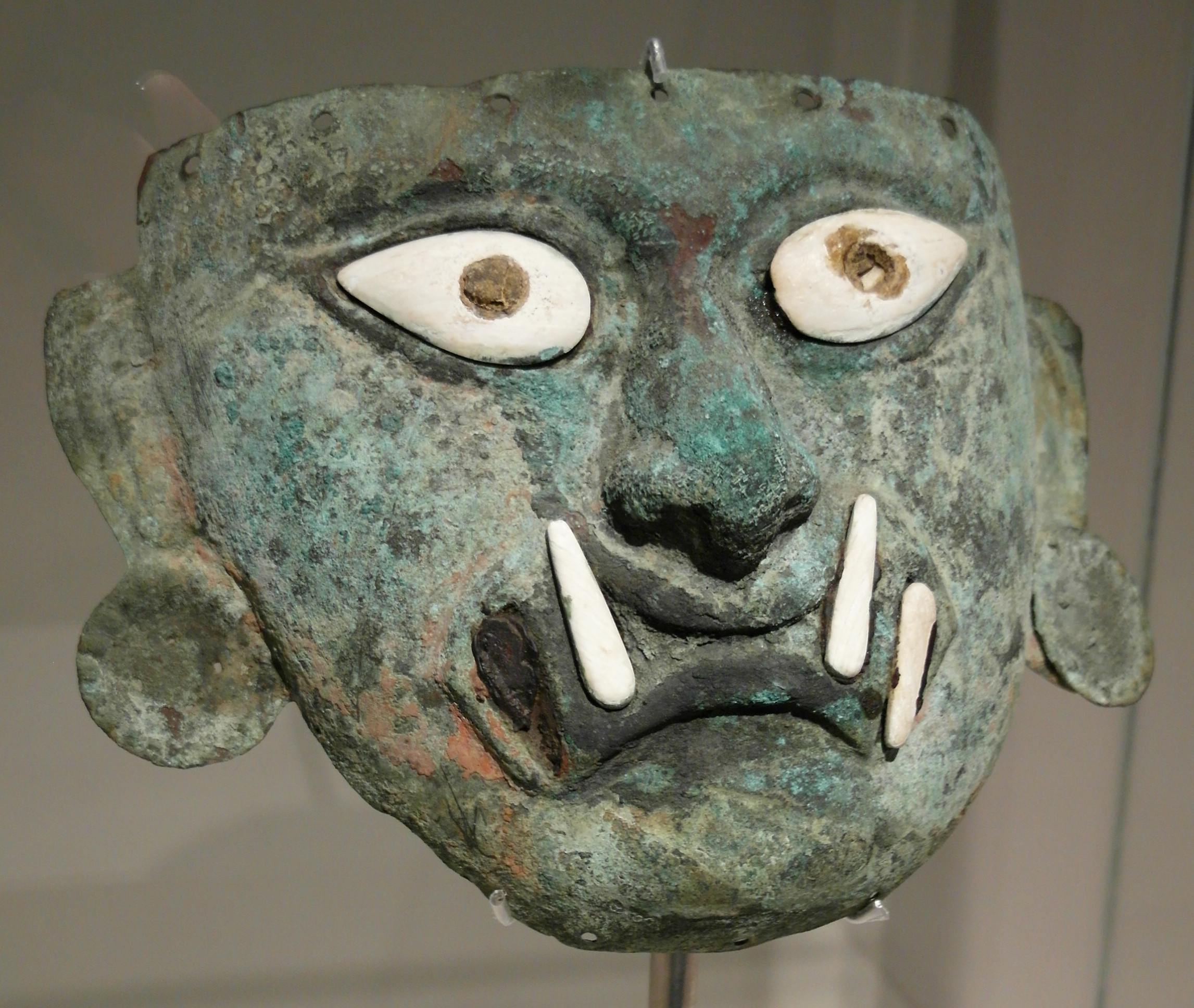
Bronze and shell Спижева мачкара
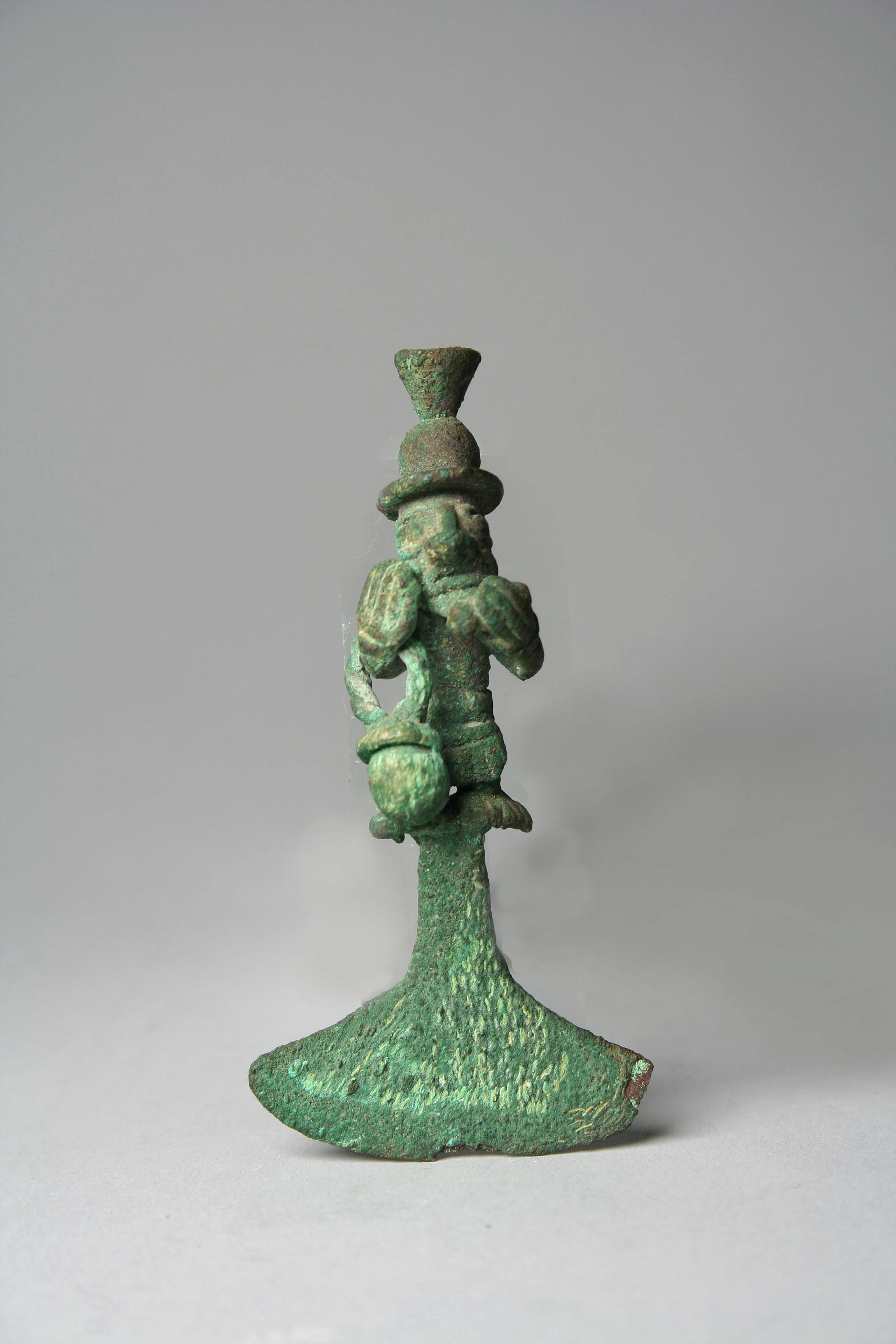
Мідний церемонійний ніж, 3-7 ст.н.е.
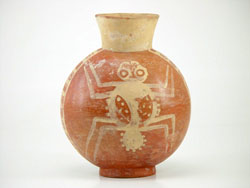
Керамічний павук, 300 роки н.е.
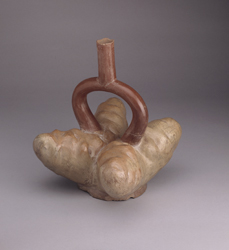
Керамічне зображення бульб картоплі
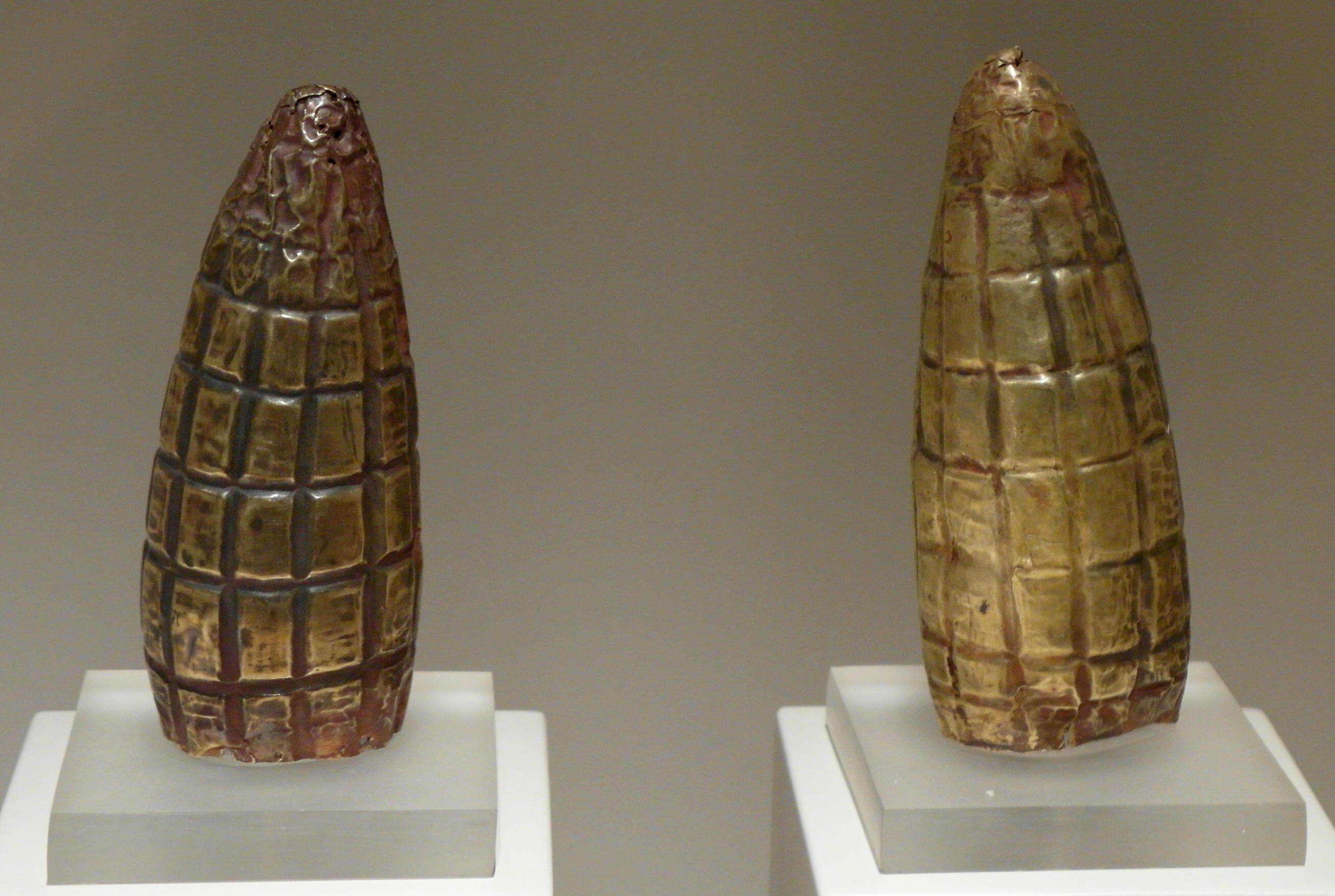
Верхівки скіпетрів, золото, срібло, мідь

- Moche Civilization — World History Encyclopedia

## Дослідження
Цінну інформацію стосовно побуту, соціальної структури й традицій моче містять праці іспанських хроністів, які ще застали цей народ за часів конкісти. Це, насамперед, праця «Антарктична суміш» єзуїта Мігеля Кабельйо де Бальбоа, «Хроніка моралі ордену Святого Августина в Перу та його зразкових успіхів у цьому королівстві» ченця-августинця Антоніо де ла Каланчі, перше лінгвістичне дослідження ще живої тоді мови моче (іспанці називали її «юнга») «Мистецтво мови юнгів», створене католицьким священиком Фернандо де ла Каррерою, який проповідував серед індіанців християнство, а тому детально вивчав мови своєї пастви.